# Kościół Narodzenia Najświętszej Maryi Panny w Przerośli
Kościół Narodzenia Najświętszej Maryi Panny w Przerośli – rzymskokatolicki kościół parafialny, znajdujący się w dawnym mieście, obecnie wsi Przerośl, w województwie podlaskim. Należy do dekanatu Filipów diecezji ełckiej.
Obecna świątynia murowana została wzniesiona w stylu neoromańskim w latach 1948-1953 dzięki staraniom księdza Stanisława Kamińskiego na miejscu drewnianej budowli z XIX wieku. Projektantem kościoła był inżynier Wendrowski. Budowla posiada trzy nawy i pokryta jest blachą ocynkowaną. W ołtarzu głównym jest umieszczona płaskorzeźba Matki Bożej z Dzieciątkiem, natomiast w nawie bocznej jest umieszczony obraz Przemienienia Pańskiego z XVIII wieku, w drugiej nawie znajduje się posąg świętego Antoniego.